# NGC 1006
NGC 1006 (NGC 1010) — спиральная галактика с перемычкой (SB) в созвездии Кит. Открыта Льюисом Свифтом 21 ноября 1876 года с помощью 16-дюймового рефрактора.
Этот объект занесён в «Новый общий каталог» дважды (с обозначениями NGC 1006 и NGC 1010). Он входит в число перечисленных в оригинальной редакции «Нового общего каталога».

## Характеристики
NGC 1006 наблюдается плашмя, в ней хорошо различимы несколько спиральных рукавов, небольшой балдж и диск. В рукавах (особенно в южном) наблюдаются большие области H II. Анализ профиля поверхностной яркости указывает на наличие вытянутой структуры, являющейся, возможно, баром.
Вместе с галактиками NGC 1011 (эллиптическая) и NGC 1017 (спиральная) эта галактика составляет небольшую группу SSSG 9. Исследование спектра NGC 1006 и NGC 1011 показало, что лучевые скорости галактик отличаются на 122 км/с. Разница средних скоростей газовой и звёздной компоненты NGC 1006 составляет 80 км/с, причём скорость газа ближе к скорости галактики NGC 1011.

## Наблюдаемость
Галактику можно наблюдать в достаточно качественные любительские телескопы во всех местностях земного шара, кроме северных околополярных областей, где она всегда ниже горизонта. Она видна с конца июня (на западе после захода Солнца) до середины марта (на востоке перед восходом Солнца), лучшее время для наблюдений — ноябрь, кроме южных полярных областей, где в это время длится полярный день или белые ночи.